# Thomas Wright (geólogo)
Thomas Wright (Paisley, 9 de novembro de 1809 — 17 de novembro de 1884) foi um cirurgião, geólogo e paleontólogo escocês.
Ele publicou diversos artigos sobre os fósseis que coletou nas Cotswolds, incluindo Lias Ammonites of the British Isles.
Foi laureado com a medalha Wollaston de 1878, concedida pela Sociedade Geológica de Londres, e se afiliou à Royal Society no ano seguinte.
Após sua morte, uma parte de sua coleção de fósseis foi doada ao Museu Britânico.